# Eutreta latipennis
Eutreta latipennis är en tvåvingeart som först beskrevs av Macquart 1843.  Eutreta latipennis ingår i släktet Eutreta och familjen borrflugor. Inga underarter finns listade i Catalogue of Life.